# Серяев, Евгений Сергеевич
Евгений Сергеевич Серяев (род. 11 декабря 1988) — российский конькобежец, мастер спорта международного класса, участник Олимпийских игр в Сочи 2014. Чемпион России в 2016 году по конькобежному спорту (5000 м и 10000 м). Бронзовый призёр чемпионата России 2014 (10000 м). Серебряный (5000 м и командная гонка) и бронзовый (10 000 м) призёр XXVI Всемирной зимней Универсиады 2013 (Трентино, Италия). Участник Кубков Мира, чемпионатов Мира и Европы. Рост — 175 см. Вес — 71 кг.
Специализируется на стайерских дистанциях.
Профессионально занимается велоспортом.
Выступал в велокоманде за московское Динамо (2013-2015).
В конькобежном спорте на данный момент (2016) выступает за Москву и Нижний Новгород.
Тренер: Юрий Петров.
Родился и живёт в Москве. Женат.

## Образование
Московский педагогический государственный университет

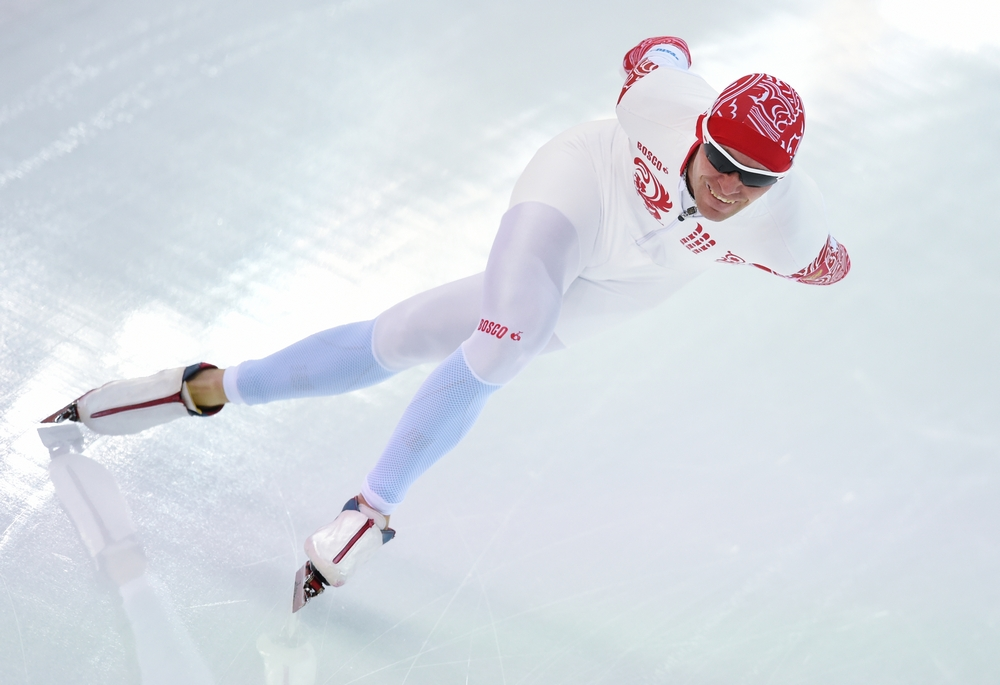
Evgeny Seryaev

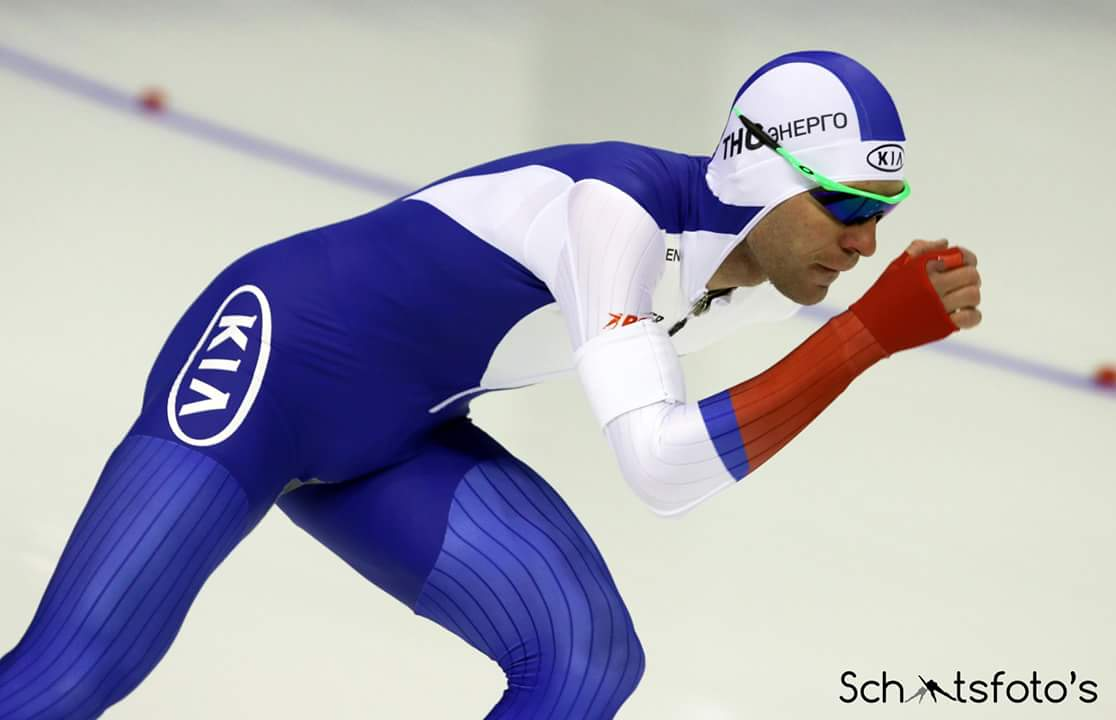
Evgeny Seryaev

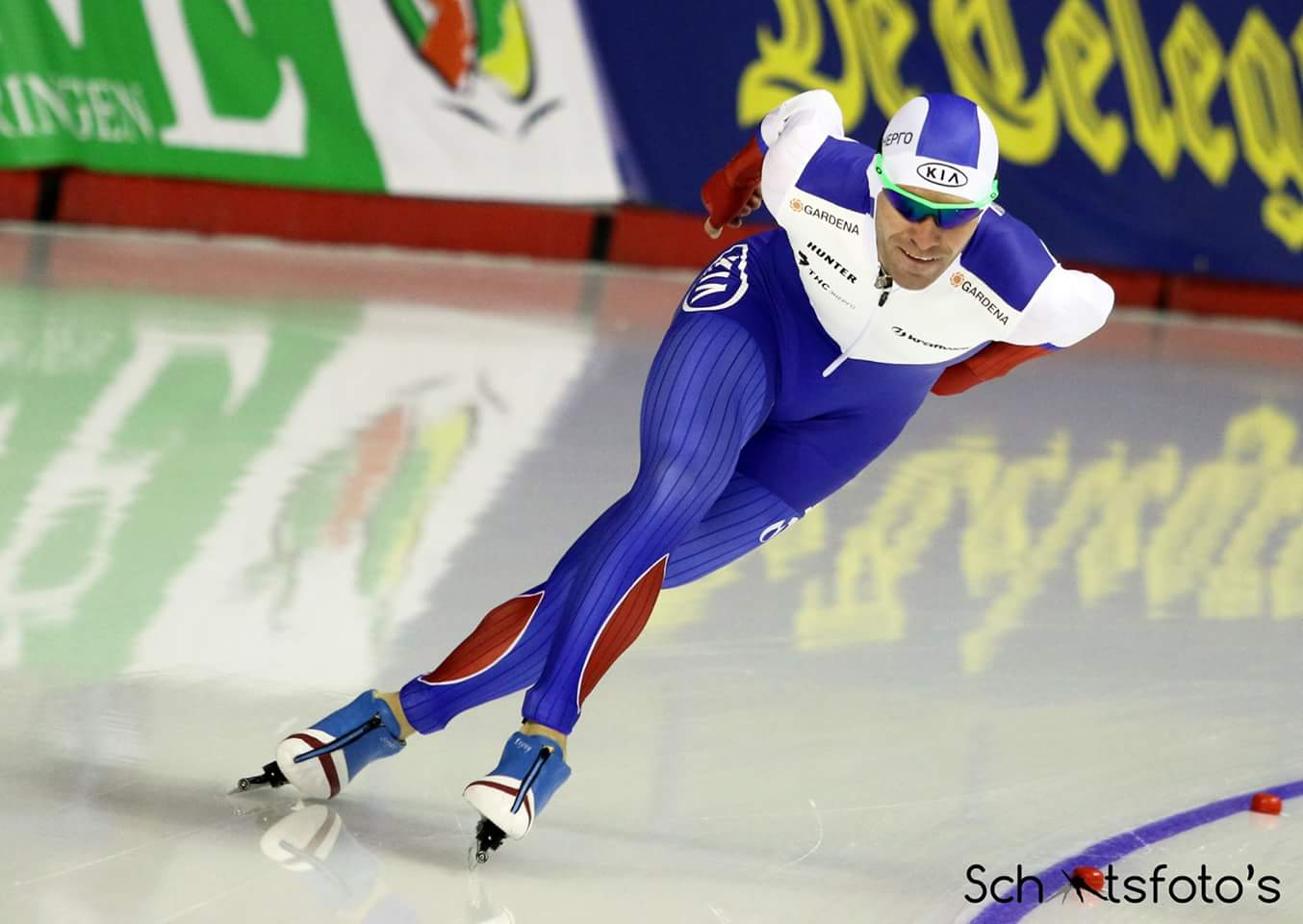
Evgeny Seryaev